# Бремер, Генрих-Фридрих
Генрих-Фридрих Бремер (нем. Heinrich Friedrich Brehmer, 25 ноября 1815, Ганновер — 1 января 1889, Ганновер) — немецкий медальер.
Работая на Монетном дворе Ганновера с 1846 до его закрытия в 1876 году, создал почти все монетные штемпеля монет Королевства Ганновер с 1848 года.
Считался великолепным художником, особенно портретистом, что способствовало размещению на монетном дворе Ганновера заказов других германских государств: Брауншвейга, Бремена, Гамбурга, Ольденбурга, Шаумбурга-Липпе.
Является также автором высокохудожественных медалей (биржевой талер).